# Кукуйоидные
Кукуйоидные (лат. Cucujoidea) — надсемейство жуков из инфраотряда Кукуйиформные (Cucujiformia). Около 18 000 видов.

## Классификация
Большая и разнообразная группа жуков, около 30 семейств. В России представлено около 20 семейств, в том числе Nitidulidae (в России — 300 видов), Cryptophagidae (в России — 180 видов), Coccinellidae (в России — 152 вида) и другие.
В 2022 году в результате реклассификации всего отряд жуков, выделены новые надсемейства, в том числе Nitiduloidea (для Helotidae, Kateretidae, Monotomidae, 
Nitidulidae, Protocucujidae, Smicripidae, и Sphindidae) и Erotyloidea (для Boganiidae и Erotylidae).
- †Семейство: Parandrexidae Kirejtshuk, 1993
- Семейство: Protocucujidae Crowson, 1954
- Семейство: Трутовщики (Sphindidae Jacquelin du Val, 1858)
- Семейство: Helotidae Reitter / Chapuis, 1876
- Семейство: Блестянки (жуки) (Nitidulidae Latreille, 1802)
- Семейство: Boganiidae Gupta & Crowson, 1966
- Семейство: Монотомиды (Monotomidae Laporte, 1840)
- Семейство: Катеретиды (Kateretidae Erichson, 1844)
- Семейство: Smicripidae Horn, 1879
- Семейство: Phloeostichidae Reitter, 1911
- Семейство: Сильваниды (Silvanidae Kirby, 1837)
- Семейство: Passandridae Erichson / Blanchard, 1845
- Семейство: Плоскотелки (Cucujidae Latreille, 1802)
- Семейство: Laemophloeidae Ganglbauer, 1899
- Семейство: Propalticidae Crowson, 1952
- Семейство: Гладыши (жуки) (Phalacridae Leach, 1815) (Фалакриды)
- Семейство: Hobartiidae Gupta & Crowson, 1966
- Семейство: Cavognathidae Gupta & Crowson, 1966
- Семейство: Скрытноеды (Cryptophagidae Kirby, 1837)
- Семейство: Lamingtoniidae Sen Gupta & Crowson, 1966
- Семейство: Жуки-ящерицы (Languriidae Crotch, 1873) (Лангурииды)
- Семейство: Cryptophilidae Casey, 1900
- Семейство: Грибовики (Erotylidae Latreille, 1802) (включая Cryptophilidae, Dacnidae, Languriidae, Loberidae, Pharaxonothidae, Tritomidae, and Xenoscelidae)
- Семейство: Dacnidae Gistel, 1856
- Семейство: Малинники (жуки) (Byturidae Jacquelin du Val, 1858) (Малинные жуки)
- Семейство: Бифиллиды (Biphyllidae LeConte, 1861)
- Семейство: Bothrideridae Erichson, 1845
- Семейство: Церилониды (Cerylonidae Billberg, 1820) (Шароусы)
- Семейство: Alexiidae Imhoff, 1856
- Семейство: Discolomatidae Horn, 1878
- Семейство: Плеснееды (Endomychidae Leach, 1815)
- Семейство: Божьи коровки (Coccinellidae Latreille, 1807)
- Семейство: Гнилевики (Corylophidae LeConte, 1852)
- Семейство: Latridiidae Erichson, 1842
- Семейство: Akalyptoischiidae Lord et al., 2010[3]